# ヌムール公
ヌムール公（Duc de Nemours）は、フランスの貴族。1404年にフランス王シャルル6世により公爵とされ、ナバラ王カルロス3世に与えられた。

## 歴代ヌムール領主

### ヌムール領主（Seigneurs de Nemours）
- 1120年 - 1148年　オルソン・ド・シャトー＝ランドン
- 1148年 - 1174年　アヴリーヌ・ド・シャトー＝ランドン（1196年没） - オルソンの娘、1150年にボーモン＝アン＝ガティネ領主ゴーティエ・ド・ヴィルベオン（1205年没）と結婚
- 1174年 - 1191年　フィリップ1世・ド・ヴィルベオン - アヴリーヌとゴーティエの息子
- 1191年 - 1222年　ゴーティエ2世・ド・ヴィルベオン - フィリップ1世の息子
- 1222年 - 1255年　フィリップ2世・ド・ヴィルベオン - ゴーティエ2世の息子
- 1255年 - 1270年　ゴーティエ3世・ド・ヴィルベオン - フィリップ2世の息子
- 1270年 - 1274年　フィリップ3世・ド・ヴィルベオン - ゴーティエ3世の弟

1274年、ヌムール領はフランス王フィリップ3世に売却された。

### ヌムール公
エヴルー家
- 1404年 - 1425年　シャルル3世 - ナバラ王カルロス3世

ブルボン家
- 1425年 - 1464年　エレオノール・ド・ブルボン（1412年 - 1464年以降） - シャルル3世の外孫、ラ・マルシュ伯ジャック2世の娘。1429年にパルディアック伯ベルナール8世・ダルマニャック（1400年 - 1462年）と結婚。

アルマニャック家
- 1464年 - 1477年　ジャック・ダルマニャック（1477年没） - エレオノール・ド・ブルボンとパルディアック伯ベルナール8世の息子。ルイーズ・ダンジュー（1445年 - 1477年、メーヌ伯シャルル4世の娘）と結婚。

1477年、ジャック・ダルマニャックは処刑され領地は没収された。しかし1483年にフランス王シャルル8世はジャックの息子ジャンをヌムール公とした。
- 1483年 - 1500年　ジャン・ダルマニャック（1467年 - 1500年） - ジャック・ダルマニャックとルイーズ・ダンジューの長男
- 1500年 - 1503年　ルイ・ダルマニャック（1472年 - 1503年） - ジャック・ダルマニャックとルイーズ・ダンジューの末息子

ルイ・ダルマニャックの死後、ヌムールは再び王領となった。
フォワ伯家
1507年、フランス王ルイ12世は甥ガストンにヌムール公位を与えた。
- 1507年 - 1512年　ガストン・ド・フォワ

ガストン・ド・フォワの死後、ヌムールは再び王領となった。
メディチ家
1515年、フランス王フランソワ1世は叔母フィリベルタ・ディ・サヴォイアと結婚したジュリアーノ・デ・メディチにヌムール公位を与えた。
- 1515年 - 1516年　ジュリアーノ・デ・メディチ

ジュリアーノ・デ・メディチの死後、ヌムールは再び王領となった。
サヴォイア家
1528年、フランス王フランソワ1世は叔父フィリップ・ド・サヴォワにヌムール公位を与えた。
- 1528年 - 1533年　フィリップ・ド・サヴォワ＝ヌムール（1490年 - 1533年） - 1528年にシャーロット・ド・ロングヴィルと結婚
- 1533年 - 1585年　ジャック・ド・サヴォワ＝ヌムール - フィリップ・ド・サヴォワ＝ヌムールの息子
- 1585年 - 1595年　シャルル・エマニュエル・ド・サヴォワ＝ヌムール（1567年 - 1595年）
- 1595年 - 1632年　アンリ1世・ド・サヴォワ＝ヌムール（1572年 - 1632年） - 1618年にオマール女公アンヌ・ド・ロレーヌ（1600年 - 1638年）と結婚
- 1632年 - 1641年　ルイ・ド・サヴォワ＝ヌムール（1615年 - 1641年） - アンリ1世の息子
- 1641年 - 1652年　シャルル・アメデ・ド・サヴォワ＝ヌムール（1624年  - 1652年） - ルイの弟。1657年にエリザベート・ド・ブルボン（ヴァンドーム公セザール・ド・ブルボンの娘）と結婚。
- 1652年 - 1659年　アンリ2世・ド・サヴォワ＝ヌムール（1625年 - 1659年） - シャルル・アメデの弟、ランス大司教。1657年にマリー・ドルレアン＝ロングヴィルと結婚。

アンリ2世の死後、ヌムールは再び王領となった。
オルレアン家
1672年、フランス王ルイ14世は弟フィリップ1世にヌムール公位を与えた。その後公位はオルレアン公ルイ・フィリップ3世にまで継承された。
- 1672年 - 1701年　フィリップ1世
- 1701年 - 1723年　フィリップ2世
- 1723年 - 1752年　ルイ
- 1752年 - 1785年　ルイ・フィリップ1世
- 1785年 - 1793年　ルイ・フィリップ2世
- 1793年 - 1830年　ルイ・フィリップ3世 - フランス王ルイ・フィリップ
- 1830年 - 1896年　ルイ・シャルル

- 1905年、1926年 - 1970年　シャルル＝フィリップ - 儀礼称号、ヴァンドーム公エマニュエル・ドルレアンの息子、ルイ・シャルルの曾孫[1]。